# آپاچی تریفت
تریفت یک زبان توصیف واسط و پروتکل دودویی است که برای تعریف و ایجاد سرویس‌ها برای زبان‌های بسیاری مورد استفاده قرار می‌گیرد. تریفت یک چارچوب تماس با روش از راه دور (RPC) شکل می‌دهد که در شرکت فیس‌بوک برای «توسعه سرویس‌های چند زبانه مقیاس پذیر» توسعه یافته‌است. این نرم‌افزار یک پشته راه حل را با یک موتور تولید کد ترکیب می‌کند تا سرویس‌های چندسکویی که می‌توانند برنامه‌های نوشته شده با زبان‌ها و چارچوب نرم‌افزاری متفاوت را به هم متصل کنند، ار جمله اکشن‌اسکریپت، سی، C++، سی شارپ، کاپوچینو، کوکو، دلفی، ارلنگ، گو، هسکل، جاوا، جاوا اسکریپت، آبجکتیو-سی، اکمل، پرل، پی‌اچ‌پی، پایتون، روبی، الیکسیر، راست، اسمال‌تاک، سوئیفت.